# The Face Most Fair
Pour plus de détails, voir Fiche technique et Distribution.
The Face Most Fair (littéralement : Le Visage le plus loyal) est un film muet américain réalisé par Frank Cooley, sorti en 1915.

## Fiche technique
- Titre : The Face Most Fair
- Réalisation : Frank Cooley
- Scénario :
- Producteur :
- Société de production : American Film Manufacturing Company
- Société de distribution : Mutual Film
- Pays de production :  États-Unis
- Langue : film muet avec les intertitres en anglais
- Métrage : 300 m
- Format : Noir et blanc — 35 mm — 1,33:1 — Muet
- Genre : Film dramatique
- Durée : 10 minutes
- Date de sortie : 
  - États-Unis : 4 mai 1915

## Distribution
- Joe Harris : Billy Stanhope
- King Clark : Bob Larkin
- Fred Gamble : Docteur Stoddard
- Virginia Kirtley : Edith Van Norris
- Gladys Kingsbury : l'infirmière
- John Steppling